# Жажда жизни (фильм, 1999)
«Жажда жизни» (яп. 生きたい) — игровой фильм японского кинорежиссёра Канэто Синдо 1999 года. Картина была показана на двадцать первом Московском международном кинофестивале (1999), где она получила две награды, включая главную.

## Синопсис
Фильм рассказывает историю взаимоотношений немощного старика и его психически неуравновешенной дочери, которая пытается поместить его в дом престарелых. Время от времени старик смотрит на гору, куда, согласно легенде, дети относили умирать своих пожилых родителей, и читает роман, который основан на этой легенде.

## Актёры
- Рэнтаро Микуни
- Синобу Отакэ
- Акира Эмото
- Ринко Кикути
- Хидэко Ёсида
- Эимэи Эсуми
- Хидэо Кандзэ
- Ёсико Миядзаки

и другие.

## Оценка
Картина была показана на двадцать первом Московском международном кинофестивале (1999), где она получила две награды — приз за лучший фильм «Золотой Георгий» и приз ФИПРЕССИ.
По мнению Олега Аронсона, Канэто Синдо «снимает не картину о реальном выживании, всегда требующем силы, а о выживании метафизическом, когда сил на обычную жизнь нет ни у кого». Критик отмечает, что режиссёр картины «с недоверием относится к „состраданию“, которое якобы нам всем присуще. Он утверждает, что кинематограф научил нас сострадать по определённым правилам. Ненавязчивый гротеск и ирония „Жажды жизни“ — эффект постоянного дистанцирования от этих правил при кажущемся почти буквальным их воспроизведении».